# Химна Лихтенштајна
Изнад младе Рајне је лихтенштајнска химна; усвојена је 1920. године. До 1963. је носила назив Над немачком Рајном. 
Речи је написао песник Јакоб Јозеф Јаух, а пева се на мелодију британске химне Боже чувај Краља.

## Текст химне на немачком
| Прва строфа | Прва строфа |
| --- | --- |
| Oben am jungen Rhein Lehnet sich Liechtenstein An Alpenhöh'n. Dies liebe Heimatland, Das teure Vaterland, Hat Gottes weise Hand Für uns erseh'n.                  | На врх младе Рајне ослања се Лихтенштајн на алпским висинама. Ова љубљена домовина, ова вољена домовина Божјом мудром руком изабрана је за нас.                    |
| Друга строфа | |
| Hoch lebe Liechtenstein Blühend am jungen Rhein, Glücklich und treu. Hoch leb' der Fürst vom Land, Hoch unser Vaterland, Durch Bruderliebe Band Vereint und frei. | Дуго живео Лихтенштајн, да цвета на младој Рајни, срећан и вољен! Дуго живео принц земље, дуго живела наша домовина, у оковима братске љубави уједињен и слободан! |